# The Love You Save
The Love You Save – drugi singel The Jackson 5, z albumu ABC. Utwór dotarł do 1. miejsca na liście Billboard Hot 100 wyprzedzając „The Long and Winding Road” Beatlesów. Utrzymywał się tam przez dwa tygodnie, od 27 czerwca do 4 lipca 1970 roku.

## Lista utworów
1. „The Love You Save”
2. „I Found That Girl”

## Notowania
| Lista (1970)          | Najwyższa pozycja |
| --------------------- | ----------------- |
| Hot R&B/Hip-Hop Songs | 1                 |
| Billboard Hot 100     | 1                 |